# سر سنگ (معدن)
معدن سَرِ سنگ یک معدن معروف لاجوَرد در ولایت بدخشان در افغانستان است که دیرینگی آن به دوران پیشاتاریخ (با پیشینه‌ای بالغ بر بیش از ۷۰۰۰ سال پیش) می‌رسد. این معدن از یک دالان (تونل) قدیمی بدون استفاده و دو دالان جدید تشکیل شده‌است. 
معدن سر سنگ تنها منبع لاجورد در عصر باستان بوده، بطوریکه لاجورد استخراج‌شده از این معدن در کشفیات باستان‌شناسی مشهور جهان چون گنجینهٔ شاهی اور و آرامگاه توت‌عنخ‌آمون، فرعون مشهور در مصر باستان دیده شده‌است.
پایگاه‌های باستان‌شناسی عمدهٔ افغانستان از عصر برنز و تمدن‌های تأثیرگذار در افغانستان در آن عصر.
پایگاه باستان‌شناسی ■
شهر امروزی ◉

توجه: برای مشاهدهٔ موقعیت صحیح این پایگاه‌ها از تفکیک‌پذیری (resolution) ابعاد ۱۹۲۰ در ۱۰۸۰ و زوم %۱۰۰ در صفحهٔ نمایشگر خود استفاده کنید.

## مطالعهٔ بیشتر
- Wood, J. 1872. Journey to the Source of Oxus: 170-172. London.
- Le Strange, G. 1905. Lands of the Eastern Caliphate: 436-437. London.
- Nasiri, A. 1962-63. 'The lapis lazuli in Afghanistan'. Afghanistan 17-18.
- Hermann, G. 1970. 'Lapis lazuli: the early phases of its trade'. Iraq 30: 21-57.
- Stone, S., 2010, LAPIS LAZULI in pursuit of a celestial stone: 10, 11, 13, 15, 17, 19, 20, 82, London.